# Cucurpe
Cucurpe è una municipalità dello stato di Sonora nel Messico settentrionale, il cui capoluogo è la località omonima.
Conta 965 abitanti (2010) e ha una estensione di 1.567,99 km².
Il nome della località significa luogo dove abbondano le quaglie.